# Metropolregion Tokio

Bevölkerungsentwicklung von Kantō: rot schattiert sind nur die Präfekturen auf der westlichen Seite der Bucht von Tokio, grün die östlichen

Die Metropolregion Tokio (japanisch 東京大都市圏 Tōkyō Dai-toshi-ken, englisch Tokyo Major Metropolitan Area) liegt auf einer Fläche von 13.561 Quadratkilometern an der japanischen Pazifikküste und bildet das wirtschaftliche, politische und kulturelle Zentrum des Landes. Japanische Namen dafür sind Tōkyōken (jap. 東京圏; dt. etwa „Tokio-Bereich“), Shutoken (首都圏; dt. etwa „Hauptstadtbereich“), Itto Sanken (一都三県; dt. etwa „eine Metropole, drei Präfekturen“), Minami-Kantō (南関東; dt. etwa „Süd-Kantō“) oder Metropolregion Kantō (関東大都市圏 Kantō Dai-toshi-ken), die jedoch nicht synonym sind, sowie auf Englisch Greater Tokyo Area, Tokyo-Yokohama Major Metropolitan Area aka Keihinyo Major Metropolitan Area (京浜葉大都市圏 Keihin'yō Dai-toshi-ken).

## Ausdehnung und Bevölkerung
Mit rund 38 Millionen Einwohnern (2023) gilt die Region Tokio je nach Definition (vgl. Abschnitt Definitionsvarianten) als größter oder nach dem Perlflussdelta zweitgrößter Ballungsraum der Erde. Die vier Millionenstädte Tokio (bzw. die 23 Stadtbezirke), Yokohama, Kawasaki, Saitama sowie Chiba und Sagamihara bilden die Kernstädte. Die Region besteht aus den vier Präfekturen Tokio, Kanagawa, Saitama und Chiba, dehnt sich aber neuerdings auch in die Präfektur Ibaraki aus.
Die Metropolregion ist seit Mitte des 20. Jahrhunderts rasch gewachsen, sowohl nach Fläche wie auch nach Einwohnerzahl. In ihr leben ungefähr 30 Prozent der Gesamtbevölkerung Japans. Ihre äußere Grenze liegt etwa 70 Kilometer vom Stadtzentrum Tokios entfernt. Demgegenüber hat sich seit 1965 die Bevölkerung der 23 Stadtbezirke Tokios verringert, steigt aber seit 1995 durch Reurbanisierung wieder an.

## Definitionsvarianten
Unterschiedliche Quellen ziehen die Grenze für die Metropolregion auf unterschiedliche Weise. Je nach Definition schwankt die Einwohnerzahl etwa zwischen 30 und 40 Millionen. Für Wirtschaftsstatistiken hat die Universität Tokio ein „Hauptstadtbeschäftigungsgebiet“ aus Gebieten mit hohem Pendleranteil definiert. Andere Definitionen wie die Region Kantō oder das „Hauptstadtgebiet“ umfassen mehrere Präfekturen als Ganzes.

Unterschiedliche Definitionen der Region Tokio
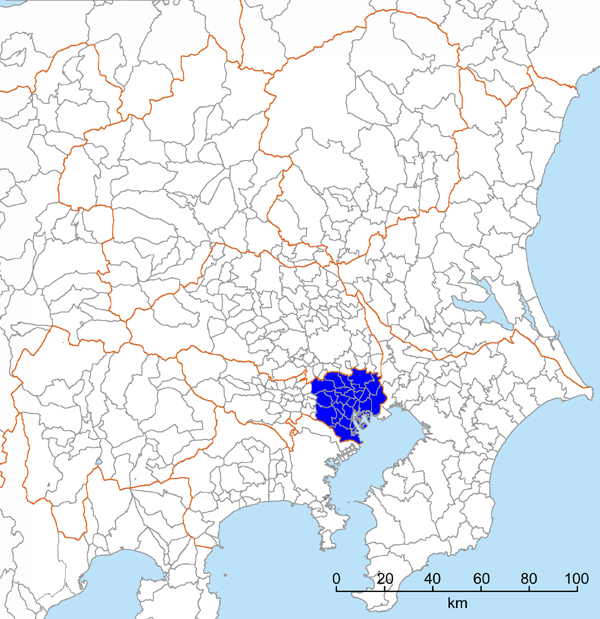
23 Bezirke Tokios (東京23区 Tōkyō nijūsan ku; 9,3 Mio. Einwohner, 2015)
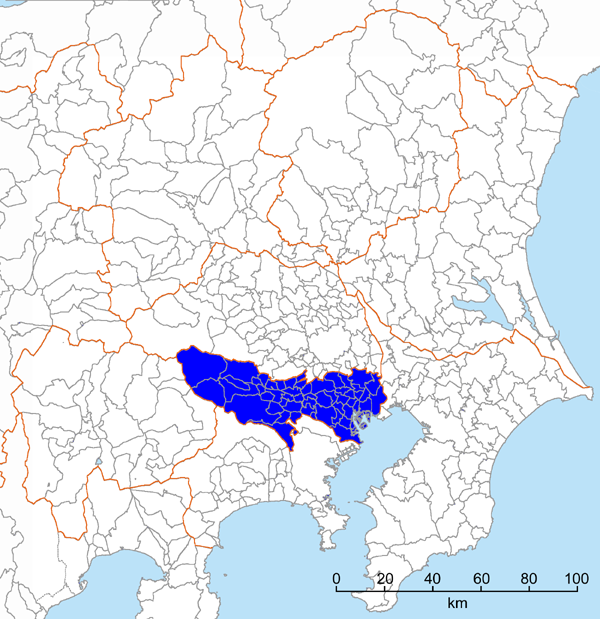
Präfektur Tokio ohne Izu- und Ogasawara-Inseln (東京都 Tōkyō-to; 13,5 Mio. Einwohner, 2015)
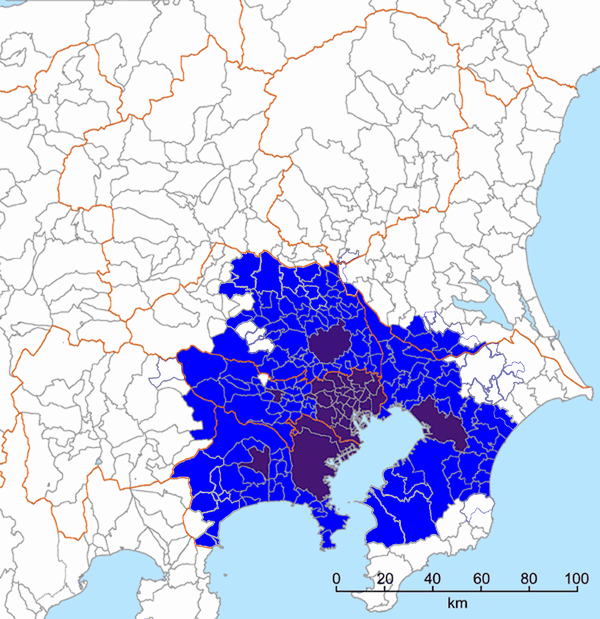
Toshi Koyōken (都市雇用圏, dt. „Hauptstadtbeschäftigungsgebiet“; 35,3 Mio. Einwohner, 2015) der Universität Tokio
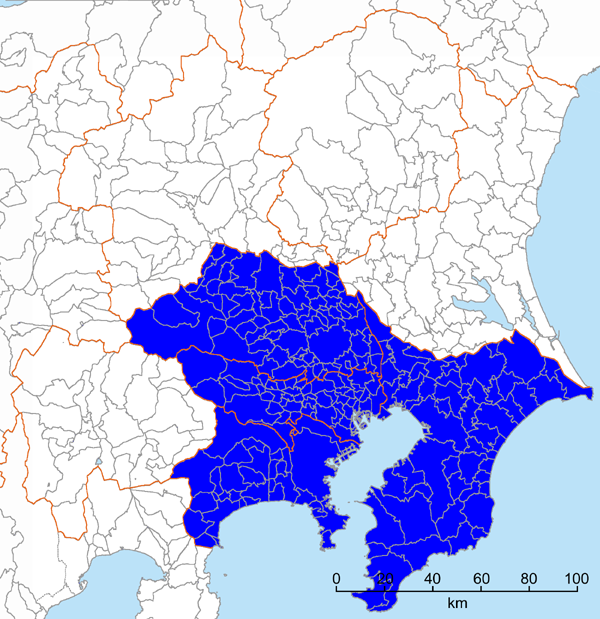
Itto sanken (一都三県, Präfekturen Tokio, Chiba, Saitama und Kanagawa; 36,1 Mio. Einwohner, 2015)
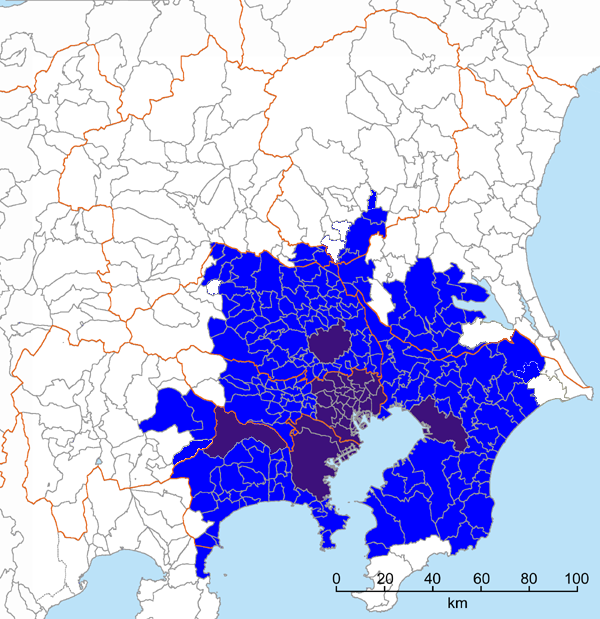
Metropolregion Kantō (関東大都市圏 Kantō Dai-toshi-ken; 36,9 Mio. Einwohner, 2015) des japanischen Statistikamts
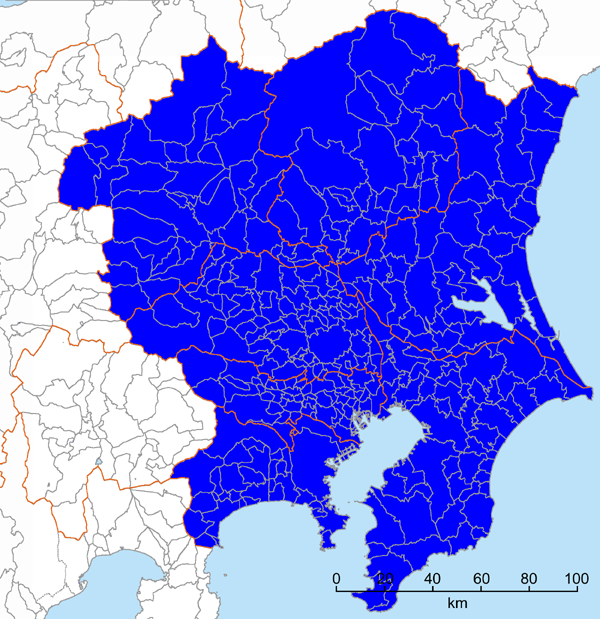
Kantō (関東 Kantō; 43,0 Mio. Einwohner, 2015)
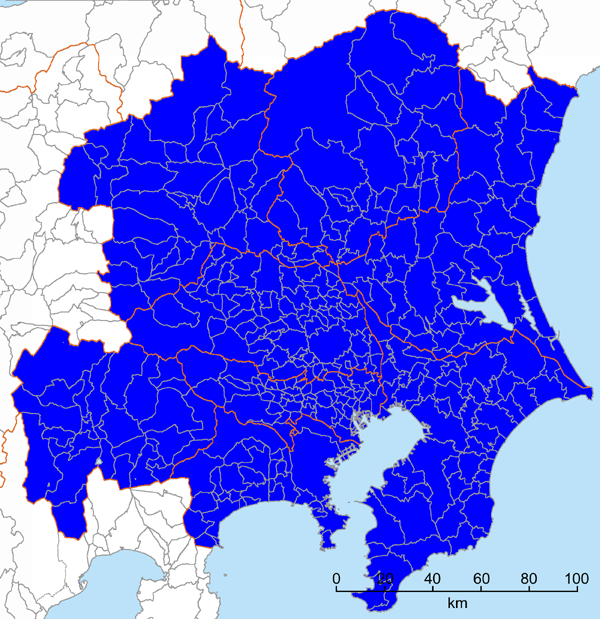
Hauptstadtgebiet (首都圏 shutoken; 43,8 Mio. Einwohner, 2015) des Gesetzes zur Sanierung des Hauptstadtgebietes (首都圏整備法 shutoken-seibi-hō)

## Verkehr und Verwaltung
Eine Hauptaufgabe der Gesamtregion ist der Ausbau der Infrastruktur für den Verkehr in der Metropolregion Tokio und der Betrieb der dortigen öffentlichen Verkehrsmittel.
Eine weitere Aufgabe, der sich die Verwaltung der Metropolregion annimmt, sind die Vorkehrungen angesichts des hohen Erdbebenrisikos. Dafür gibt es gemeinsame Standards für erdbebensicheres Bauen. 92 % der Wohngebäude sind inzwischen so gebaut, dass sie einem Erdbeben der Stärke 7 (gemäß der in Japan gebräuchlichen JMA-Magnituden-Skala) standhalten sollen. Von 2024 bis 2033 will die Metropolregion Tokio umgerechnet 44 Milliarden Euro in den Schutz vor Erdbeben und anderen Naturkatastrophen investieren.